# Zabid
Zabid (arab. زبيد) – miasto w Jemenie; ok. 66 500 mieszkańców (2006). Przemysł spożywczy.
Między XIII a XV w. miasto było stolicą Jemenu. Było także centrum duchowym świata muzułmańskiego dzięki ponad 80 szkołom religijnym działającym przy Wielkim Meczecie. Architektura części budowli charakteryzuje się łagodnymi liniami i oszczędnym zdobnictwem, pozostającymi w zgodności z dominujaca tu szafiicką wykładnią prawa koranicznego.
W 1993 stare miasto w Zabidzie zostało wpisane na Listę światowego dziedzictwa UNESCO. W roku 2000 UNESCO wpisało stare miasto jako obiekt zagrożony.